# Revolutionary United Front

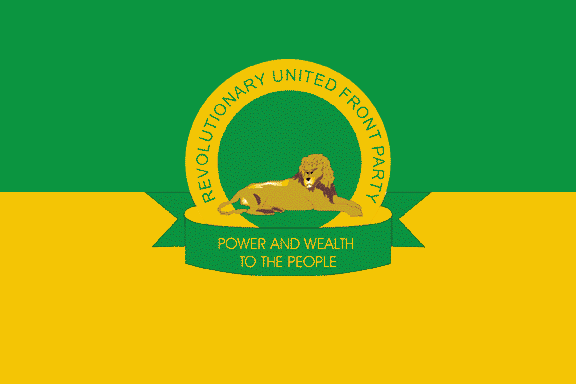
Vlag van het RUF

Het Revolutionary United Front (RUF) was een rebellenleger dat vanaf 1991 tot 2002 tijdens de Sierra Leoonse Burgeroorlog tegen de regering van Sierra Leone vocht. Het RUF werd geleid door Foday Sankoh, die inmiddels overleden is.
De beweging wilde de regering omver werpen, maar had geen duidelijke politieke ideologie. Het RUF verdiende geld met de verkoop van diamanten (zie bloeddiamant) en werd ook gesteund door de Liberiaanse president Charles Taylor. Doordat het RUF de diamantproductie controleerde ging Sierra Leone financieel ten onder.
De rebellen van het RUF zijn in 1997 korte tijd aan de macht geweest, nadat zij samen met de Armed Forces Revolutionary Council (AFRC) een staatsgreep hadden gepleegd. Een West-Afrikaanse strijdmacht onder leiding van Nigeria verjoeg het RUF echter.
Het Revolutionary United Front was berucht door de vele gruwelijkheden die het beging. Bij duizenden burgers werden ledematen afgehakt. Ook werden kindsoldaten ingezet. Bij het vredesakkoord in 1999 werd besloten tot een massale amnestie. Vijf leiders van het RUF zijn echter aangeklaagd door het Speciaal Hof voor Sierra Leone, namelijk Foday Sankoh, Sam Bockarie, Issa Hassan Sesay, Morris Kallon en Augustine Gbao. De aanklachten tegen Sankoh en Bockarie vervielen toen officieel vastgesteld werd dat zij niet meer in leven zijn. De drie anderen zijn gearresteerd en door het hof tot langdurige gevangenisstraffen veroordeeld.